# Jean-Paul Cara
Pour les articles homonymes, voir Cara.
 (août 2015).
Si vous disposez d'ouvrages ou d'articles de référence ou si vous connaissez des sites web de qualité traitant du thème abordé ici, merci de compléter l'article en donnant les références utiles à sa vérifiabilité et en les liant à la section « Notes et références ».
Jean-Paul Cara, né le 9 septembre 1948 à Montpellier, est un chanteur et compositeur français.
Né d'un père turco-italien et d'une mère andalouse, il est l'auteur-compositeur de nombreux titres représentant la France au Concours Eurovision de la chanson, dont le célèbre L'Oiseau et l'Enfant (avec Joe Gracy comme parolier) interprété par Marie Myriam (1er prix Eurovision en 1977) et  le titre 1, 2, 3 chanté par Catherine Ferry (avec Tony Rallo pour la musique), classé 2e à l'Eurovision 1976.

## Biographie
Jean-Paul Cara fait ses études au Lycée Joffre de Montpellier, il rencontre les Gitans, et surtout Manitas de Plata qui lui offre sa première guitare et lui donne cette envie de s'exprimer par la musique. Passionné par la musique il réussit à faire partie de divers orchestres locaux.
Au début des années 1960, il commence sa carrière musicale, sous le pseudonyme de « Gary l'Ange noir », puis crée son propre groupe "Les Démons". Jean-Paul sort son premier disque chez Barclay en 1964.
Quelques années plus tard, il décide d'écrire des chansons, sans se décourager, chanter devant les terrasses de café, dormir dans un camion désaffecté Porte de Clignancourt à Paris, ne pas  manger à sa faim.
Il rencontre Arlette Tabard (directrice des programmes de la station Europe 1 et secrétaire de la SACEM), qui l'envoie chez Philips, et grâce à elle commence sa carrière d'auteur compositeur interprète avec des succès comme Un adieu (2e grand prix de la Rose d'or d'Antibes en 1967, souvent reprise dans le monde), ainsi que Les amoureux sont les mêmes, Où tu porteras mon deuil (d’après le livre de Dominique Lapierre et Harry Collins sur la vie du matador El Cordobés). Il rencontre un tourneur, Roland Ribet, qui devient son agent, et ainsi commencent les galas et concerts.
Avec Nana Mouskouri il fait l'Olympia en lever de rideau, vedette américaine avec Serge Lama, Bobino avec Georgette Lemaire, Francis Blanche, une tournée en Afrique avec Marie Laforêt, et bien d’autres…
Il est l'auteur et le compositeur de chansons représentantes de la France au Concours Eurovision de la chanson : il a écrit Un, deux, trois composée et dirigée par Tony Rallo et interprétée par Catherine Ferry (classée 2e à l'Eurovision 1976) ;  la musique de L'Oiseau et l'enfant sur des paroles de Joe Gracy, interprétée par Marie Myriam (gagnante du Concours Eurovision de la chanson), il a composé la musique d'Humanahum sur des paroles de Joe Gracy et interprétée par Jean Gabilou (classée 3e au Concours Eurovision 1981).
En 1982, avec Ralph Siegel il signe les paroles avec Pierre Delanoë de La Paix sur terre, chantée par Nicole qui a remporté pour l'Allemagne le Concours Eurovision de la chanson 1982 au Royaume-Uni. 
Il a composé les génériques de France Inter : Studio de nuit et Les Saltimbanques, deux émissions de Jean-Louis Foulquier, etc.
Il compose aussi des musiques de films, dont La Dernière Image avec Véronique Jannot et Michel Boujenah, film sélectionné au festival de Cannes 1986 dont le réalisateur est Mohammed Lakhdar-Hamina qui quelques années auparavant avait remporté la Palme d’or à Cannes avec Chronique des années de braise.
Actuellement, Jean-Paul Cara écrit des chansons et participe à des concerts dans toute l'Europe. Il travaille sur de nombreux projets musicaux.
Il vit actuellement en Occitanie. 
En octobre 2020, il écrit et chante en duo avec Gilles Dreu le titre "Dans ma guitare" sur l'album Le comptoir des amis.

## Décorations
- Officier de l'ordre des Arts et des Lettres (2010)[2]

## Discographie

### 45 t et mini CD
Ses plus grands succès sont :
- Alors prends le soleil
- L'oiseau et l'enfant
- Chantebrune
- Deux femmes en elle
- Dieu des oiseaux
- Le joueur d'arc-en-ciel
- Et moi je l'aime
- Le rossignol et la rose
- Trop tard trop tard
- Les enfants et l'amour
- Le générique du feuilleton en 13 épisodes Gorri le Diable ; les chansons : Gorri le Diable et C'est sur un air de guitare